# Луїджі Кремона
Луїджі Кремона (італ. Luigi Cremona; 7 грудня 1830, Павія, Австрійська імперія, нині Італія — 10 червня 1903, Рим, Італія) — італійський математик.
Іноземний член Лондонського королівського товариства (1879), кореспондент Паризької академії наук (1898).

## Життєпис
Брат художника Транквілло Кремони.
1848 року брав участь у війнах за незалежність Італії. Після закінчення навчання в Павійському університеті призначений учителем у Кремонській гімназії, 1860 року — професором вищої геометрії в Болонському університеті, а пізніше — в Міланському технічному інституті. 1873 року призначений професором у Римському політехнікумі, а пізніше — його директором і сенатором.
Був масоном, що підтверджує «Масонський огляд» за 1903 рік.

## Внесок у науку
Кремоні належить кілька важливих робіт у нарисній геометрії і графічній статиці. Важливий внесок він зробив у проєктивну і алгебричну геометрії. Його роботу про плоских алгебричні криві була преміювала Берлінська академія наук.

## Пам'ять
На честь Луїджі Кремони названо кратер на Місяці.

## Твори
- Вступ до геометричної теорії плоских кривих («Introduzione ad una teoria geometrica delle curve plane», Болонья, 1862)
- «Preliminari di una teoria geometrica della superficie» (1867)
- «Sugli integrali e differenziali algebrici» (1870)
- «Le figure reciproche nella statica grafica» (3-е изд. 1879)
- «Elementi di calcolo grafico» (1874)
- «Collectanea matematica» (разом з Бельтрамі, 1880) и др.
- Елементи проєктивної геометрії: англ. вид, нім. вид [Архівовано 15 вересня 2021 у Wayback Machine.].

1914 року видано тритомне зібрання творів Кремони:
- Opere matematiche di Luigi Cremona. Pubblicati sotto gli auspici della R. Accademia dei Lincei. Milano: U. Hoepli, 1914. T. 1 [Архівовано 19 жовтня 2021 у Wayback Machine.], 2, 3 [Архівовано 15 вересня 2021 у Wayback Machine.]